# Željne
Željne je naselje u slovenskoj Općini Kočevju. Željne se nalazi u pokrajini Dolenjskoj i statističkoj regiji Jugoistočnoj Sloveniji. 

## Stanovništvo
Prema popisu stanovništva iz 2002. godine naselje je imalo 498 stanovnika.